# 西安外国語大学
西安外国語大学（シーアンがいこくごだいがく、西安外国语大学、英語: Xi'an International Studies University）は、陝西省西安市長安区に本部を置く中華人民共和国の公立大学である。1952年に設立された。略称は西安外大（せいあんがいだい）、中国語では西外（シーワイ）、英語ではXISU。
中国西北部で唯一の主要外国語学科を揃えている大学である。

## 沿革
- 1952年 - 西北大学ロシア語系、蘭州大学ロシア語系、中国共産党西北局党校ロシア語班を合併し、「西北ロシア語専科学校」として創設。
- 1958年11月 - 「西安外国語学院」に改称。英語学科を開設[3]。
- 1960年 - ドイツ語学科とフランス語学科を開設[3]。
- 1965年 - スペイン語学科を開設[3]。
- 1966年 - 文化大革命による授業停止。
- 1978年 - 授業再開。
- 1995年 - 「陝西省外国語師範專科学校」と合併[4]。
- 2006年 - 「西安外国語大学」に改称。
- 2010年 - 博士号授与許可を得る。
- 2011年 - 陝西省政府より「ハイレベル重点大学」と認定。
- 2014年 - ポストドクターリサーチセンターを設立。

## 組織
- 英文学部
- 商学部
- 観光学部
- 上級翻訳学部
- 英語教育学部
- 東方言語文化学部
- 西方言語文化学部
- 中国語学部
- ジャーナリズム・メディア学部
- パリファッション・芸術設計学部
- 中国語文学部
- 国際関係学部
- ロシア語学部
- ドイツ語学部
- 芸術学部

## 歴代学長
| 校名                 | 学長               | 在位期間               |
| -------------------- | ------------------ | ---------------------- |
| 西北ロシア語専科学校 | 王云風（校務担当） | 1953年8月 – 1958年8月  |
| 西北ロシア語専科学校 | 王敦瑛             | 1953年8月 – 1957年2月  |
| 西安外国語学院       | 王云風（代理）     | 1958年8月 – 1959年11月 |
| 西安外国語学院       | 張治平             | 1959年11月 – 1966年7月 |
| 西安外国語学院       | 張治平             | 1978年5月 – 1982年4月  |
| 西安外国語学院       | 鐘歧青             | 1982年4月 – 1986年3月  |
| 西安外国語学院       | 孫天義             | 1986年3月 – 1998年7月  |
| 西安外国語学院       | 杜瑞清             | 1998年7月 – 2005年3月  |
| 西安外国語学院       | 戸思社             | 2005年3月 – 2006年2月  |
| 西安外国語大学       | 戸思社             | 2006年2月 – 2013年12月 |
| 西安外国語大学       | 劉越蓮（代理）     | 2014年1月 – 2015年8月  |
| 西安外国語大学       | 王軍哲             | 2015年8月 –            |

## キャンパス
長安キャンパス
- 所在地：西安市・郭杜教育科技産業開発区文苑南路6号
- 郵便番号：710128

雁塔キャンパス
- 所在地：西安市・長安南路437号
- 郵便番号: 710061

振華キャンパス
- 所在地：西安市・振華北路4号
- 郵便番号：710014

雅荷キャンパス
- 所在地：西安市・鳳城一路1号
- 郵便番号：710016

## 日本における協定校
- 東北大学
- 大阪府立大学
- 武蔵野大学
- 名古屋大学
- 創価大学
- 筑波大学
- 京都府立大学
- 武蔵大学
- 京都外国語大学
- 北陸大学
- 福井大学
- 奈良教育大学
- 関西外国語大学
- 名古屋外国語大学
- 長崎県立大学[6]
- 城西国際大学
- 鈴鹿大学
- 北海道文教大学
- 麗澤大学
- 共愛学園前橋国際大学